# Ambassade du Maroc en Espagne
 (novembre 2021).
La mise en forme du texte ne suit pas les recommandations de Wikipédia : il faut le « wikifier ».
Les points d'amélioration suivants sont les cas les plus fréquents. Le détail des points à revoir est peut-être précisé sur la page de discussion.
- Les titres sont pré-formatés par le logiciel. Ils ne sont ni en capitales, ni en gras.
- Le texte ne doit pas être écrit en capitales (les noms de famille non plus), ni en gras, ni en italique, ni en « petit »…
- Le gras n'est utilisé que pour surligner le titre de l'article dans l'introduction, une seule fois.
- L'italique est rarement utilisé : mots en langue étrangère, titres d'œuvres, noms de bateaux, etc.
- Les citations ne sont pas en italique mais en corps de texte normal. Elles sont entourées par des guillemets français : « et ».
- Les listes à puces sont à éviter, des paragraphes rédigés étant largement préférés. Les tableaux sont à réserver à la présentation de données structurées (résultats, etc.).
- Les appels de note de bas de page (petits chiffres en exposant, introduits par l'outil «  Source ») sont à placer entre la fin de phrase et le point final[comme ça].
- Les liens internes (vers d'autres articles de Wikipédia) sont à choisir avec parcimonie. Créez des liens vers des articles approfondissant le sujet. Les termes génériques sans rapport avec le sujet sont à éviter, ainsi que les répétitions de liens vers un même terme.
- Les liens externes sont à placer uniquement dans une section « Liens externes », à la fin de l'article. Ces liens sont à choisir avec parcimonie suivant les règles définies. Si un lien sert de source à l'article, son insertion dans le texte est à faire par les notes de bas de page.
- La présentation des références doit suivre les conventions bibliographiques. Il est recommandé d'utiliser les modèles {{Ouvrage}}, {{Chapitre}}, {{Article}}, {{Lien web}} et/ou {{Bibliographie}}. Le mode d'édition visuel peut mettre en forme automatiquement les références.
- Insérer une infobox (cadre d'informations à droite) n'est pas obligatoire pour parachever la mise en page.

Pour une aide détaillée, merci de consulter Aide:Wikification.
Si vous pensez que ces points ont été résolus, vous pouvez retirer ce bandeau et améliorer la mise en forme d'un autre article.
L'ambassade du Maroc en Espagne est la représentation diplomatique du royaume du Maroc en Espagne. Elle est située au Calle Serrano, 179 - 28002 Madrid, la capitale du pays. Son ambassadeur est, depuis le 25 juin 2017 Karima Benyaich.

## Liste des ambassadeurs
| image                | Ambassadeur                       | Date de la nomination | Date de présentation des lettres de créance | Date de fin de mission | Monarques du Maroc         | Chefs d'état     |
| -------------------- | --------------------------------- | --------------------- | ------------------------------------------- | ---------------------- | -------------------------- | ---------------- |
|                      | Ahmed al-Ghazzal                  | 1776                  |                                             | 1777                   | Sidi Mohammed Ben Abdallah |                  |
|                      | Ibn Othman Al Maknassi            | 1779                  |                                             |                        | Sidi Mohammed Ben Abdallah | Charles III      |
|                      | Mohamed Bargach                   | Mai 1880              |                                             | Juillet 1880           | Hassan Ier                 | Alphonse XII     |
|                      | Abdelkrim Bricha                  | 26 janvier 1895       |                                             |                        | Abdelaziz ben Hassan       | Alphonse XIII    |
|                      |                                   |                       |                                             |                        |                            |                  |
| Après le protectorat |                                   |                       |                                             |                        |                            |                  |
| sans cadre           | Abdelkhalek Torres                | 19 juin 1956          |                                             |                        | Mohamed V                  | Francisco Franco |
|                      | Mohammed Aouad,                   | 26 février 1957       |                                             |                        | Mohamed V                  | Francisco Franco |
|                      | Taieb Bennouna                    | 7 juillet 1958        | 16 juillet 1958                             | 6 novembre 1961        | Mohamed V/Hassan II        | Francisco Franco |
|                      | Ahmed Laraki                      | 1 novembre 1961       |                                             |                        | Hassan II                  | Francisco Franco |
|                      | Mohamed Belkacem Zahraoui Meziane | 1966                  |                                             | 11 juillet 1967        | Hassan II                  | Francisco Franco |
|                      | Abdallah Chorfi                   | 1 août 1967           |                                             |                        | Hassan II                  | Francisco Franco |
|                      | Ahmed Laraki                      |                       |                                             |                        | Hassan II                  | Francisco Franco |
|                      | Abdellatif El Khatib              | 2 avril 1973          |                                             |                        | Hassan II                  | Francisco Franco |
|                      | Abdellatif Filali                 | 1974                  |                                             | 1978                   | Hassan II                  |                  |
|                      | Maati Jorio                       | 1978                  |                                             | 1981                   | Hassan II                  |                  |
|                      | Abdelhafid Kadiri                 | 1985                  |                                             | 1986                   | Hassan II                  | Juan Carlos Ier  |
|                      | Azzedine Guessous                 | 1er juin 1986         |                                             |                        | Hassan II                  | Juan Carlos Ier  |
|                      | Ali Ben Bouchta                   | 8 septembre 1993      | 23 septembre 1993                           | 15 juillet 1999        | Hassan II                  | Juan Carlos Ier  |
|                      | Abdeslam Baraka                   | 17 août 2000          |                                             |                        | Mohamed VI                 | Juan Carlos Ier  |
|                      | Omar Azziman                      | 22 novembre 2004      | 20 décembre 2004                            | 3 février 2010         | Mohamed VI                 | Juan Carlos Ier  |
|                      | Ahmed Ould Souilem                | 26 novembre 2010,     | 10 janvier 2011,                            |                        | Mohamed VI                 | Juan Carlos Ier  |
|                      | Fadel Benyaich,                   | 12 février 2014       |                                             |                        | Mohamed VI                 | Juan Carlos Ier  |
|                      | Karima Benyaich,                  | 25 juin 2017          |                                             |                        | Mohamed VI                 | Felipe VI        |

## Consulats
Il existe douze consulats généraux en Espagne, basés à:
- Algésiras (consulat général)
- Almería (consulat général)
- Barcelone (consulat général)
- Bilbao (consulat général)
- Gérone (consulat général)
- Las Palmas de Gran Canarie (consulat général)
- Madrid (consulat général)
- Majorque (consulat général)
- Murcie (consulat général)
- Séville (consulat général)
- Tarragone (consulat général)
- Valence (consulat général)

## Galerie

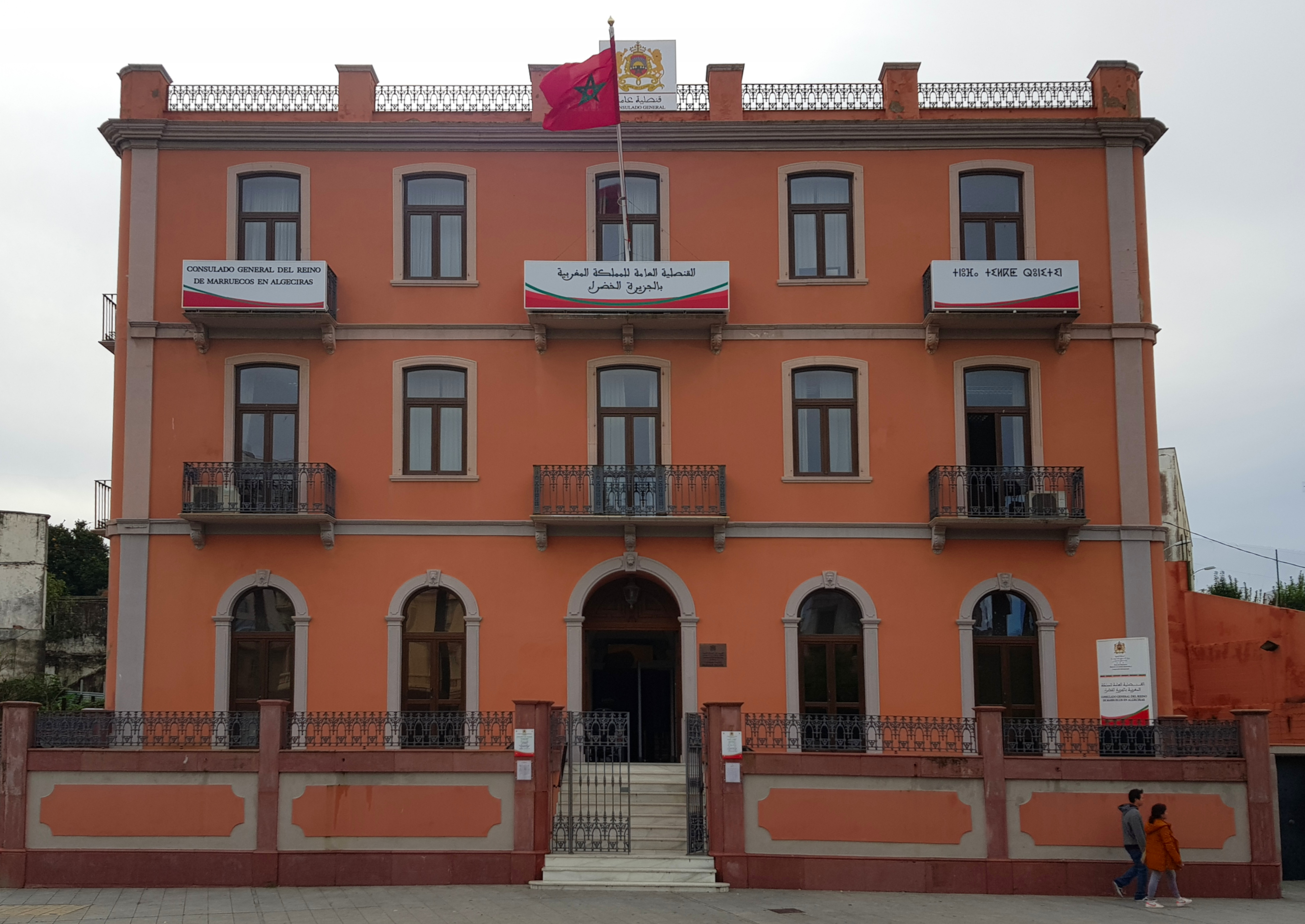
Consulat général du Maroc à Algésiras
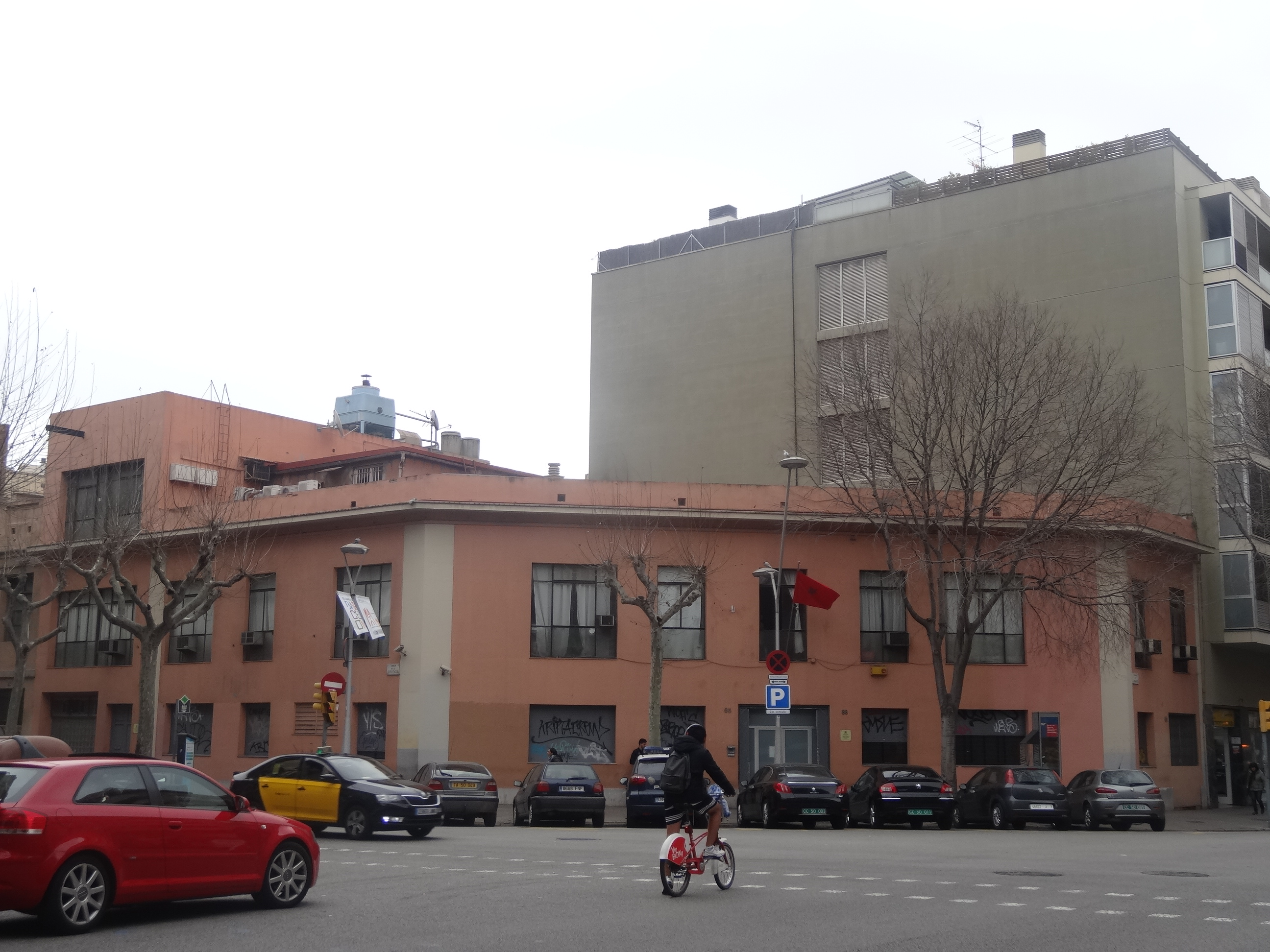
Consulat général du Maroc à Barcelone

## Marocains résidents en Espagne
Selon le Haut-Commissariat au plan le nombre de Marocains résidant en Espagne s'élevait à 503 171 personnes en 2005.
Le 30 juin 2021, le ministère de l'Inclusion, de la Sécurité sociale et des Migrations indique que le nombre de Marocains résidant en Espagne s'élève à 823 708 personnes.